# Veka
Veka AG este o companie producătoare de profile din PVC pentru uși și ferestre, din Germania.
Compania este prezentă în peste 50 de țări la nivel mondial.
Unitatea centrală de producție VEKA AG de la Sendenhorst, Germania, are o capacitate de 98 de linii de extrudare și 18 de laminare, ce lucrează în sistem 24/7 și asigură o producție zilnică de 320 de tone de profile extrudate pe zi, 360 de zile pe an.

## Veka în România
Compania este prezentă și pe piața din România, prin importuri, și deține un centru logistic de peste 1.400 de metri pătrați, la Ciorogârla. VEKA România acoperă peste 25% din piața de profile PVC de clasa A din România.
Cifra de afaceri:
- 2012: 15 milioane euro[2]
- 2007: 12,8 milioane euro[1]
- 2005: 32,2 milioane lei[3]